# Кубок Фарерських островів з футболу 2019
Кубок Фарерських островів з футболу 2019 — 65-й розіграш кубкового футбольного турніру на Фарерських островах. Титул здобув ГБ Торсгавн.

## Календар
| Раунд            | Дата                  | Матчі | Клуби   |
| ---------------- | --------------------- | ----- | ------- |
| Попередній раунд | 30 березня 2019       | 1     | 17 → 16 |
| 1/8 фіналу       | 10 квітня 2019        | 8     | 16 → 8  |
| 1/4 фіналу       | 22 квітня 2019        | 4     | 8 → 4   |
| 1/2 фіналу       | 8-9/22-23 травня 2019 | 4     | 4 → 2   |
| Фінал            | 21 вересня 2019       | 1     | 2 → 1   |

## Попередній раунд
| Команда 1       | Рахунок | Команда 2  |
| --------------- | ------- | ---------- |
| 30 березня 2019 |         |            |
| Ройн (4)        | 2:1     | Гойвік (3) |

## Перший раунд
| Команда 1      | Рахунок | Команда 2      |
| -------------- | ------- | -------------- |
| 10 квітня 2019 |         |                |
| Ройн (4)       | 0:4     | Б68 Тофтір (2) |
| ГБ Торсгавн    | 2:1     | НСІ Рунавік    |
| Скала          | 1:0     | АБ Аргир       |
| Ундрід (3)     | 1:13    | Клаксвік       |
| Творойрі       | 2:1     | Сувурой (3)    |
| Б71 Сандур (2) | 1:0     | Фуглафйордур   |
| Б36 Торсгавн   | 4:0     | 07 Вестур (2)  |
| ЕБ/Стреймур    | 2:6     | Вікінгур       |

## 1/4 фіналу
| Команда 1      | Рахунок | Команда 2      |
| -------------- | ------- | -------------- |
| 22 квітня 2019 |         |                |
| Вікінгур       | 10:0    | Б68 Тофтір (2) |
| ГБ Торсгавн    | 4:0     | Б71 Сандур (2) |
| Скала          | 5:1     | Творойрі       |
| Б36 Торсгавн   | 3:4 дч  | Клаксвік       |

## 1/2 фіналу
| Команда 1        | Заг.    | Команда 2 | 1-й матч | 2-й матч |
| ---------------- | ------- | --------- | -------- | -------- |
| 8/22 травня 2019 |         |           |          |          |
| ГБ Торсгавн      | 2:1     | Клаксвік  | 1:1      | 1:0      |
| 9/23 травня 2019 |         |           |          |          |
| Скала            | 1:1 (ч) | Вікінгур  | 1:1      | 0:0      |

## Фінал
| 21 вересня 2019 22:00 (EEST) |

| Вікінгур   | 1:3      | ГБ Торсгавн                              |
| ---------- | -------- | ---------------------------------------- |
| Ольсен 62' | Протокол | Юстінуссен 40' Самуельсен 52' Пінгел 71' |

| Торсволлюр, Торсгавн Глядачів: 2 962 Арбітр: Дагфінн Форна |